# ユーリ・クシュナレフ

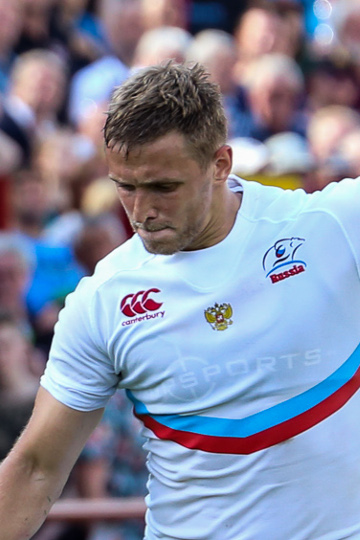

ユーリ・クシュナレフ（Yuri Kushnarev、1985年6月6日 - ）は、プレミアリーグ・クラスニヤール・クラスノヤルスクに所属するラグビーユニオン選手。

## プロフィール
- ロシア・モスクワ出身。
- ポジションはスタンドオフ(SO)[1]。
- 身長 183cm、体重 95kg
- ロシア代表キャップは115（2020年4月現在)でワールドカップ2011・2019のロシア代表に選ばれた[2]。

## 略歴
VVAポドルスク、クバン、エニセイSTMを経て、2019年、クラスニヤールに加入。